# Tesla Roadster (Segunda Generación)
Este artículo trata sobre una nueva versión del descatalogado Tesla Roadster.
El Tesla Roadster (Segunda Generación) será un superdeportivo eléctrico con cuatro plazas desarrollado y fabricado por Tesla Motors. Según Tesla, tendrá 2,1 segundos en la aceleración de 0 a 100 km/h y una autonomía de 1000 km.
Es el sucesor del descatalogado Tesla Roadster lanzado en 2008 y que se dejó de fabricar en 2012.

## Historia

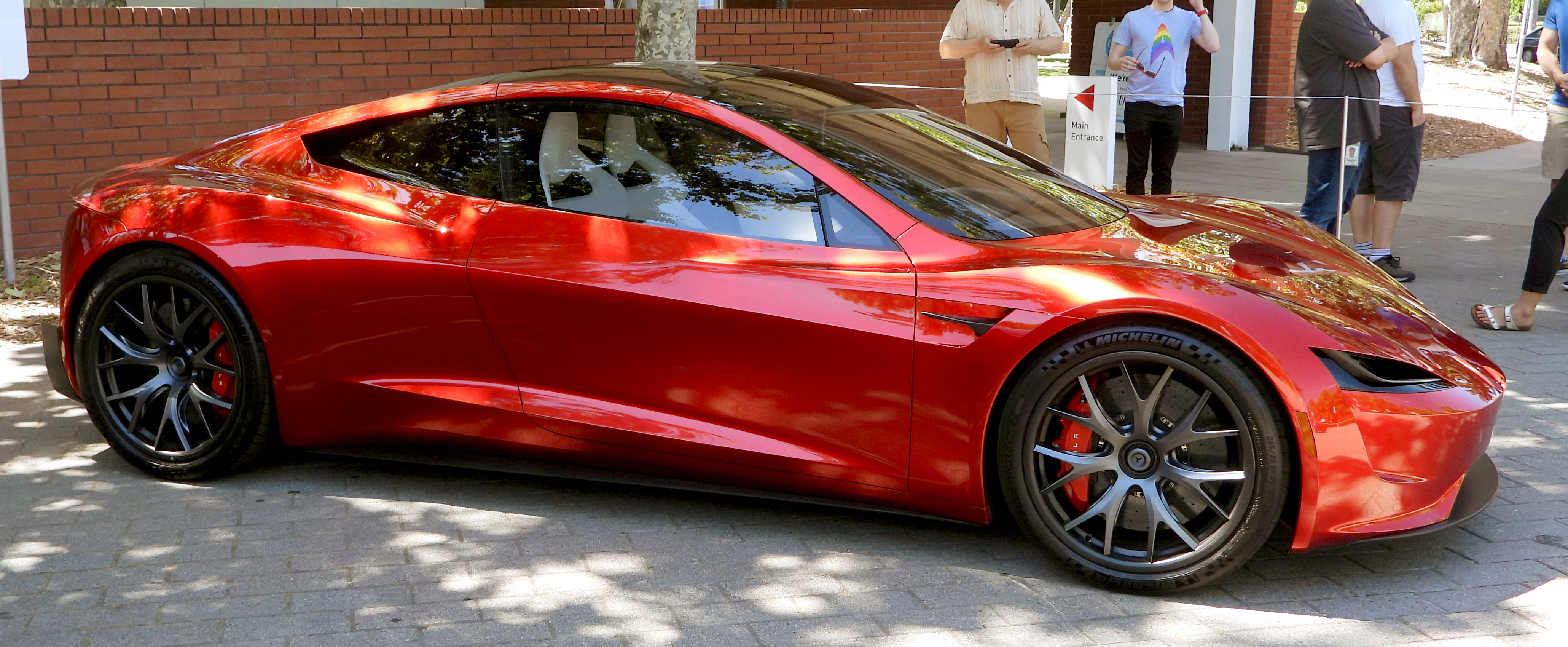

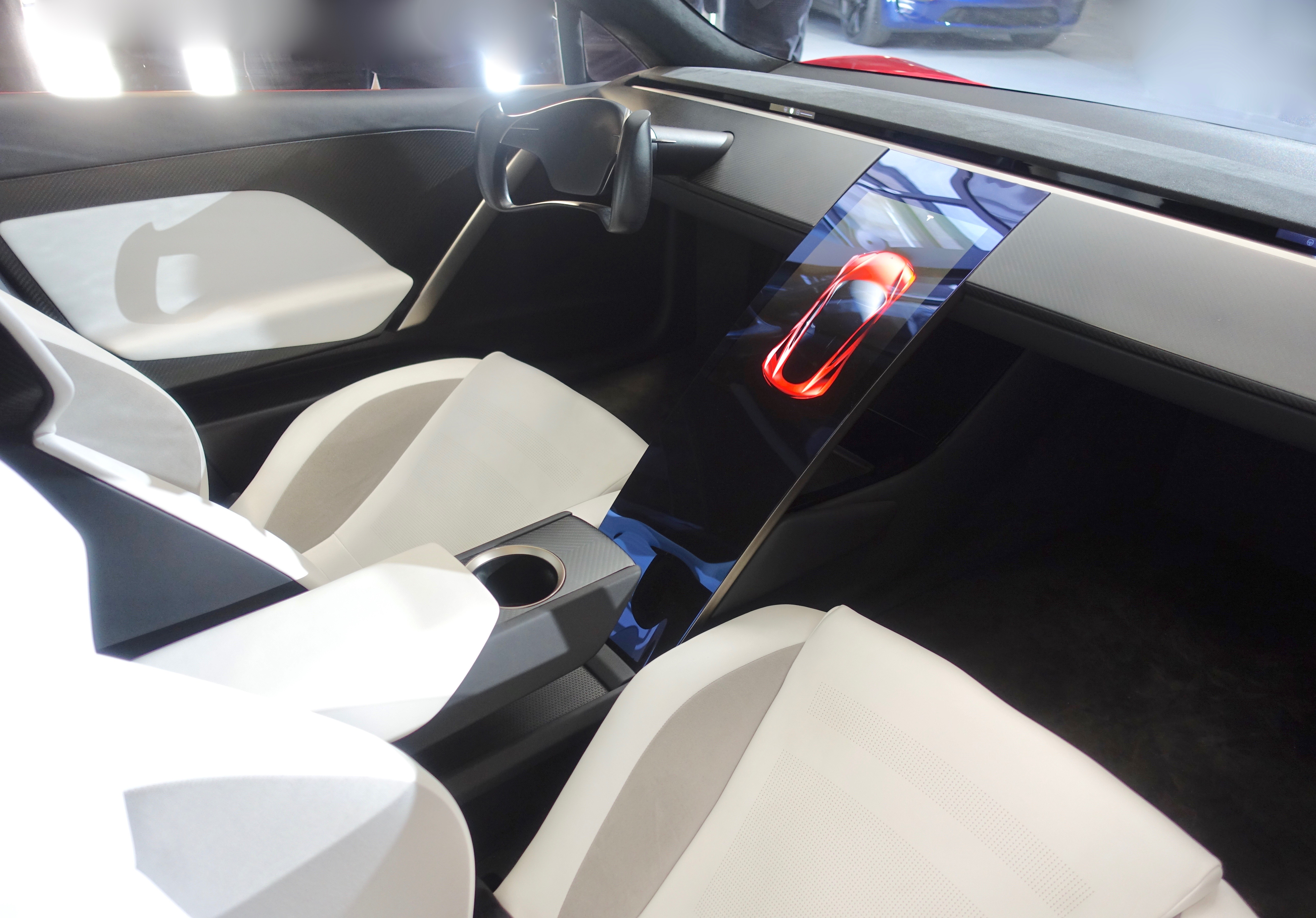

En 2011 cuando finalizó la producción del Tesla Roadster, Elon Musk sugirió que una nueva versión del Roadster se produciría hacia 2014.
El nuevo Roadster se avanzó en 2014.
El Roadster se presentó al final del evento de anuncio del Tesla Semi en noviembre de 2017 y algunos pudieron hacer una prueba de conducción.

Se proyectaron las primeras entregas para 2020, pero se fueron retrasando año tras año. En febrero de 2024 Elon Musk afirmó que se habían ampliado los objetivos de diseño para el Roadster, el diseño de producción estaba completo, se presentaría a finales de 2024 y las primeras entregas se producirían en 2025. De la colaboración con SpaceX resultaría un paquete opcional que consistiría en 10 cohetes de aire comprimido que le permitiría acelerar de 0 a 97 km/h en menos de un segundo y mejorar otras prestaciones y maniobras.

## Especificaciones

### Prestaciones
Tiene una velocidad punta de más de 400 km/h.
Acelera de 0-60 mph (0-97 km/h) en 1,9 segundos y de 0-100 mph (0-161 km/h) en 4,2 segundos.
Recorre un cuarto de milla (402 m) en 8,9 segundos.
Si el Roadster de producción alcanza estas cifras batirá las prestaciones de los supercars de 2017 superando las marcas en coches de producción.
Elon Musk afirmó que el Roadster tendría un nuevo modo de aceleración llamado Maximum Plaid, por encima de los modos Insane Mode y Ludicrous Mode de las versiones más potentes del Tesla Model S y del Tesla Model X.

### Motor
Dispone de tres motores eléctricos, uno delantero y dos traseros, que le proporcionan tracción total.
Un par máximo de 10 000 N·m en rueda.

### Batería
Dispone de una batería de 200 kW/h que le proporciona una autonomía de 1000 km. Será el primer coche eléctrico de serie con dicha autonomía.
La batería está situada en el suelo del vehículo y esto le proporciona un centro de gravedad muy bajo.

### Comodidad
El techo de cristal se puede retirar y meter en el maletero para convertirlo en descapotable. Puede acomodar a 4 pasajeros (2+2). Dispone de más capacidad de maletero que un vehículo de dimensiones similares.

### Precio
El precio base es de 200 000 USD. Desde su presentación se pueden hacer reservas por 50 000 USD.